# Landroff
Landroff är en kommun i departementet Moselle i regionen Grand Est (tidigare regionen Lorraine) i nordöstra Frankrike. Kommunen ligger i kantonen Grostenquin som tillhör arrondissementet Forbach. År 2022 hade Landroff 268 invånare.

## Befolkningsutveckling
Antalet invånare i kommunen Landroff
| Referens: INSEE |